# 新登県
新登県（しんとう-けん）は中華人民共和国浙江省杭州市にかつて存在した県。現在の富陽区新登鎮に相当する。

## 歴史
226年（黄武5年）、三国時代の呉により富春県が分割され、新城県が設置された。しかし228年（黄武7年）に桐廬県に編入され、その後も頻繁な設置と廃止が繰り返された。
289年（太康10年）、西晋により再設置されたがまもなく富春県に編入、334年（咸和9年）、東晋により再設置されたが、589年（開皇9年）に隋朝により銭唐県に編入された。618年（大業14年）に再設置、624年（武徳7年）に唐朝により富陽県に編入され、682年（永淳元年）に再設置された。
五代十国時代なると907年（開平元年）、後梁が成立すると皇帝に即位した朱全忠は父の朱誠の「誠」と「城」が同音であったことから新登県と改称、初めて新登という地名が登場している。
979年（太平興国4年）、北宋により新城県と改称、清末まで使用された。1914年（民国3年）、中華民国政府は新城県は同名の県が存在することより新登県と改称、以降その名称が使用されることとなった。
1958年11月、新登県は桐廬県に編入、その後1961年12月に桐廬県の旧新登県地区は富陽県（現在の富陽区）に移管され現在に至る。